# Copa del Rey de fútbol 1904
La Copa del Rey de Fútbol 1904, y oficialmente Campeonato de España de 1904, fue la segunda edición de esta competición. Se disputó entre el 13 y el 30 de marzo de 1904 en Madrid y pasó a la historia por su caótico desarrollo. Fue conquistada por el Athletic Club,siendo el segundo título de Campeones de España de los bilbaínos.
El Campeonato de la Copa fue organizado por primera vez por la Asociación Madrileña de Foot-Ball Asociación presidida por Ceferino Avecilla, que vino a sustituir al Madrid Foot-Ball Club en la organización del torneo, el cual tuvo un desarrollo lleno de problemas. Se disputó en el Campo del Retiro de Madrid, comúnmente conocido como el Campo del Tiro al Pichón, a lo largo del mes de marzo de 1904.

## Equipos debutantes
- Español F. C.
- Madrid-Moderno F. C.
- Moncloa F. C.
- Iberia F. C.

## Desarrollo
De nuevo era el Madrid Foot-Ball Club el encargado en primera instancia de la organización, y acorde a ello redactó las bases del torneo, las cuales indicaban que solo podía participar un equipo por cada región española. Se registraron las inscripciones del representante por Vizcaya, el Athletic Club, vigente campeón de la Copa, y por Cataluña el Club Español de Foot-Ball de Barcelona que era el vigente campeón de la Campeonato de Cataluña. Estos dos equipos se deberían medir en un triangular con el representante madrileño.

BASES del Campeonato de España 1904

1.º “Podrán tomar parte en este concurso todas las Sociedades de Foot-ball, Asociación de España, legalmente constituídas.

2.º Para hacer la suscripción han de dirigirse al Presidente del «Madrid Foot-ball Club, paseo Plaza de Toros, núm. lo, bajo, antes del 28 de Febrero de 1904,60 carta certificada firmada por el Presidente ó Secretario, ó a la Dirección de Arte y Sport, acompañando una lista con el bando y suplentes, cuyo número es ilimitado, firmada por el capitán.

3.º No podrán tomar parte en este concurso más que jugadores que pertenezcan a una sola Sociedad y que estén domiciliados en España por lo menos desde la fecha de la inscripción.

4.º Sólo podrán tomar parte enceste concurso que se celebrará en Madrid, una Sociedad por cada provincia ó región. Si se inscribieran por una provincia dos ó más Sociedades, celebrarán entre sí partidos eliminatorios bajo las condiciones siguientes:
     a) Elegirán un jurado que resolverá sin apelación.
     b) Antes del 25 de Marzo, cada bando habrá jugado dos partidos contra cada uno de los otros bandos inscritos, apuntándose dos puntos por cada partido ganado y uno si hay empate, resultando vencedor el que obtenga mayor número de puntos.
     c) Si al final del ejercicio hay bandos empatados, el jurado designará los días de encuentros definitivos.
     d) Las Sociedades vencedoras en cada provincia serán las que únicamente tomarán parte en el concurso de Madrid.
     e) El jurado remitirá a la Comisión organizadora el acta del resultado de los partidos, antes del 27 de Marzo.

5.º A Si en alguna provincia se estuviera celebrando otro concurso, será válido el resultado para éste siempre que las Sociedades se atengan al inscribirse a las bases 1.º, 2.º y 3.º.

6.º Los partidos definitivos del concurso se celebrarán en Madrid los días 27, 28 y 29 de Marzo en los campos, días y horas que la Comisión organizadora anunciará oportunamente.

7.º Estos partidos se jugarán por series eliminatorias, sorteándose los bandos dos a dos, resultando campeón el que gane la última serie y se dispondrán en días alternos para descanso de los jugadores

8.º Los partidos se celebrarán con cualquier tiempo si no hay acuerdo en contra por parte de los capitanes respectivos.

9.º Los jueces se nombrarán de común acuerdo entre los capitanes de los bandos. De no estar conformes será el jurado monbrado por la Comisión organizadora el que lo haga.

10.º En caso de empate, el juez árbitro podrá prolongar el partido por tiempo de quince minutos con cambio de terreno a los siete y uno de descanso.

11.º E1 juez árbitro dará cuenta al jurado del resultado de los partidos en acta firmada por él y los dos capitanes antes de veinticuatro horas.

12.º Diferencias y reclamaciones de cualquier índole tendrán que hacerse por escrito al jurado antes de veinticuatro horas, y su fallo será inapelable.

13.º La copa quedará propiedad de la Sociedad que durante tres años sucesivos obtenga el campeonato.

14.º La Sociedad que obtenga el campeonato queda obligada a disputarlo al año siguiente a las Sociedades que se inscriban como establece la base 4.º y condiciones, y si fuera vencida en su provincia ó en Madrid a entregar la copa a la Sociedad vencedora.

15.º Si la Sociedad que obtuviera la copa uno ó dos años seguidos se disolviera, hará entrega de ella a la Comisión organizadora.

16.º En estos partidos regirá cada año el reglamento aprobado últimamente por la Asociación de Clubs de Foot-ball de Inglaterra. Formarán el jurado los señores Marques de Guadalets, Marqués de Cabriñana, Marqués de Alta Villa y Marqués de Tovar.”
Madrid Foot-Ball Club. Enero de 1904, Madrid.

Con la rivalidad entre los equipos madrileños por ser el representante de la ciudad en la Copa exacerbada, las eliminatorias entre los equipos madrileños para dilucidar su representante se disputaron como parte del torneo de Copa, tal como indicaban las bases. La Federación Madrileña, bajo el mandato del nuevo presidente Ceferino Avecilla, insistió en ser el organizador. Así, en un principio estaban inscritos el Club Español de Madrid y el Madrid-Moderno Foot-Ball Club —equipo formado por la fusión del Madrid F. C. y el Moderno Foot-Ball Club—, sin embargo, a última hora se admitieron dos equipos madrileños más en la competición, el Moncloa Foot-Ball Club y el Iberia Foot-Ball Club, obligando a modificar el calendario conllevando a un sinfín de errores. Antes de comenzar el torneo, el Español de Barcelona, disconforme con el sistema de competición, anunció que no acudiría a Madrid. 
El torneo comenzó el 13 de marzo aunque el 19 de marzo empezaron los problemas. En la eliminatoria entre el Español de Madrid y el Madrid-Moderno, el encuentro acabó con empate a cinco goles. Los capitanes de ambos equipos acordaron no prorrogar el partido como estaba estipulado, pero no llegaron a un acuerdo sobre cuando debían jugar el desempate. Los españolistas querían jugar a la misma hora del día siguiente, pero el Madrid-Moderno se negó al entender que en las bases del torneo se decía que ningún desempate podía jugarse en un plazo inferior a las 48 horas después del partido, y así se lo confirmó el señor Avecilla. Al día siguiente y en contra de lo dicho el día anterior, el Español acudió para disputar el desempate por lo que el presidente de la Federación Ceferino Avecilla, quien era a su vez presidente del Español, dio la razón a los españolistas en contra de las airadas protestas de los madridistas, y les declaró vencedores del partido.
Si bien la final de la Copa había sido prevista en un principio para el día 28 de marzo, la inclusión del Moncloa y el Iberia en el torneo a última hora, obligó a utilizar ese fin de semana para disputar una eliminatoria extra y a retrasar la final. El 27 de marzo se enfrentaron el Español y el Moncloa y cuando los primeros vencían por 1-0 se les lesionó de forma fortuita el defensa Hermúa. Sobre el mismo césped se le diagnosticó una rotura de tibia y peroné por lo que el árbitro del encuentro decidió suspenderlo, con lo que el club españolista decidió reclamar la victoria. Durante una asamblea de la Asociación Madrileña de Clubs de Football, el presidente de la entidad propuso aceptar el reclamo. Pero su condición de Presidente del club reclamante hizo que su voto fuera rechazado. Para resolver el conflicto, se recurrió a un sorteo que favoreció a Español, y lo nombró finalista. 
Ese retraso en la final provocado por las eliminatorias previas, y que no fue comunicado al Athletic Club, hizo que los bilbaínos se presentasen a jugar el partido el día y hora establecido, no presentándose por lógica los españolistas conscientes del retraso y que no sería ese día el del partido final. Al no tener rival se autoproclamó campeón y marchó de vuelta a Bilbao. El hecho de autoproclama se produjo de igual modo cuando el Español hizo lo propio el día 29 al no estar presente el Athletic, siéndole reconocido al principio por parte de la federación el título y exigiéndoselo a los vascos. Las protestas del resto de clubes madrileños sirvió para que se diese al Athletic como el vencedor en tanta desorganización. Entre otras cosas, se aludía que los españolistas ni siquiera tenían asegurado su puesto en la final ya que había ganado las eliminatorias regionales: había empatado un partido y no había terminado el otro. Tras desembocar en cruces de declaraciones tras la postura de Avecilla, amén de la imposibilidad de resolver un caso demorado ya hasta el período estival, la Asociación Madrileña decidió consagrar como ganador al Athletic Club por su condición de campeón vigente.

### Participantes
| Equipos participantes | Equipos participantes | Equipos participantes | Equipos participantes | Equipos participantes |
| --------------------- | --------------------- | --------------------- | --------------------- | --------------------- |
| Madrid-Moderno F. C.  | Español F. C.         | Athletic Club         | Moncloa F. C.         | Iberia F. C.          |

## Fase previa
Debido a la inclusión de los equipos madrileños, se incluyó en la fase final del torneo la fase clasificatoria de Madrid como fase previa a la fase final.

### Semifinales
| Torneo Clasificatorio de Madrid Semifinales; 13 de marzo de 1904 | Moncloa F. C. | 4 - 0 | Iberia F.C. | Campo del Retiro, Madrid |  |

| Torneo Clasificatorio de Madrid Semifinales; 19 de marzo de 1904                                               | Español de Madrid | 5 - 5 | Madrid-Moderno F. C.                                   | Campo del Retiro, Madrid |                     |
| |                   |       | ?' Manuel Yarza · ?' Parages · ?' Revuelto · ?' Alonso | Árbitro(s): Garrido      | Árbitro(s): Garrido |
| No se jugó el desempate. Se dio por ganador al Español de Madrid por incomparecencia del Madrid-Moderno F. C.. |                   |       |                                                        |                          |                     |

### Final
| Torneo Clasificatorio de Madrid Final; 27 de marzo de 1904                                               | Español de Madrid | 1 - 0 | Moncloa F. C. | Campo del Retiro, Madrid |  |
| Partido suspendido con 1-0 el marcador. No se continuó el partido y se dio por vencedor al Club Español. |                   |       |               |                          |  |

## Fase final

### Final
| Copa del Rey Final; 29 de marzo de 1904 | Español de Madrid | n/j | Athletic Club | Campo del Retiro, Madrid |  |
| El partido no llegó a jugarse.          |                   |     |               |                          |  |

|                       |
| Campeón Athletic Club |
| 2.º título            |